# Майоров Костянтин Володимирович
Костянтин Володимирович Майоров (рос. Константин Владимирович Майоров; 25 травня 1988, м. Альметьєвськ, СРСР) — російський хокеїст, центральний нападник. Виступає за «Дизель» (Пенза) у Вищій хокейній лізі. Кандидат у майстри спорту.
Вихованець хокейної школи «Хімік» (Воскресенськ). Виступав за: «Лада-2» (Тольятті), «Лада» (Тольятті), «Нафтовик» (Альметьєвськ), «Дизель» (Пенза).